# Silala
Silala of Siloli is een internationale rivier in de Atacama-woestijn in Zuid-Amerika op de grens van Chili en Bolivia, ongeveer 300 km ten noordoosten van de Chileense stad Antofagasta.
Deze waterloop is onderwerp van een geschil tussen beiden landen. Chili stelt dat het een rivier betreft en daarom dient te worden erkend als een internationale waterloop, maar Bolivia betwist dit en beweert dat de loop kunstmatig is omgeleid. Dit geschil rees in 1997, toen de Boliviaanse overheid een concessie introk, die in 1908 was verleend aan een Chileense onderneming en er vervolgens geen overeenstemming kon worden bereikt over de vraag of het al dan niet een internationale waterloop betreft. Sinds 1999 claimt Bolivia de rivier als alleen een Boliviaanse waterloop.
In juni 2016 werd deze kwestie omtrent de status en het gebruik van de rivier door Chili voorgelegd aan het Internationaal Gerechtshof te Den Haag. Beide landen zijn partij in het in 1948 gesloten Pact van Bogota waarin zij zich verplichten tot een vreedzame geschillenbeslechting. 
En in 2022 erkende de rechtbank het Chileense standpunt dat de Silala de facto en de jure een internationale waterloop is, waarvan het gebruik door Chili en Bolivia derhalve wordt beheerst door het gebruikelijke internationaal recht.